# Bryophaenocladius lanceolatus
Bryophaenocladius lanceolatus är en tvåvingeart som beskrevs av Makarchenko 2006. Bryophaenocladius lanceolatus ingår i släktet Bryophaenocladius och familjen fjädermyggor. Inga underarter finns listade i Catalogue of Life.